# サンポウ (石材店)
株式会社サンポウは、群馬県沼田市薄根町に本社を置く企業。石材を中心に、そのほかホテルや住宅など多角的な事業を営む。全国優良石材店の会（全優石）会員、日本石材産業協会会員。

## 歴史
1971年（昭和46年）「サンポウ工業株式会社」として設立した。創業者は平井 良明（ひらい よしあき、1947年1月 - ）である。鉛筆の材料とする粘土の採掘を営んでいた「平井鉱業所」を興した父・秀一の子として、1947年（昭和22年）に沼田市下川田町で生まれ、群馬県立沼田高等学校を経て学習院大学経済学部を卒業し、1969年（昭和44年）に平井鉱業所へと入社した。資源の埋蔵量に乏しく事業の将来性に疑問を感じた良明はサンポウ工業を設立した。採石事業会社として利根郡月夜野町（現在のみなかみ町）の石尊山におけるインテリア用安山岩採掘を手始めに、のちに大理石の取り扱いを開始し、工事の施工も請け負うようになった。当時、建築材料としての石材利用は旅館の大浴場や玄関の敷石程度に限られ、手形による取引が主であったことから直ちに現金として得ることができずにいた。その後、直ちに現金化が可能な個人客向けの墓石事業に参入して以降は資金繰りが改善され、会社の成長につながった。1980年（昭和55年）、本社を移転新築し現社名となる。

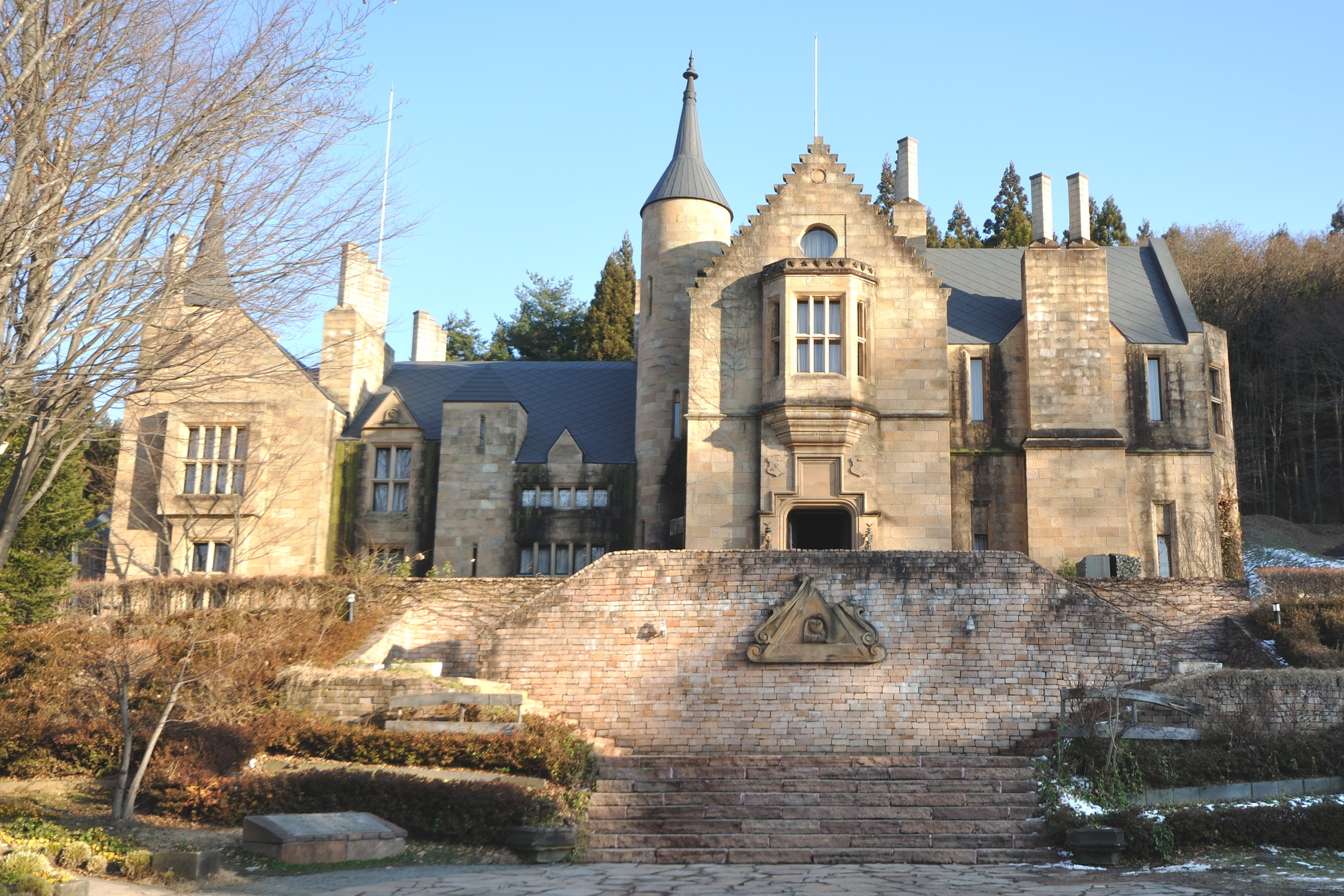
大理石村ロックハート城

1989年（平成元年）8月、吾妻郡高山村の自社工場敷地内に「大理石村」を開設した。1993年（平成5年）4月には「ロックハート城」の移築復元が完成した。石のテーマパークとして、またヨーロッパの城の復元として日本初とされる。良明がイタリアを訪れた際、石造建築群に圧倒されたのがきっかけである。当初はフランス・ボルドーの城を買い取る計画であったが、契約後解体直前になって先方の地方議会の反対に遭い頓挫した。その後、俳優・津川雅彦の協力を得て、イギリスの城であったロックハート城を再建することとなり、完成初年度の訪問客数は40万人に上る成功を収めた。さらに、城で挙式をとの声が寄せられたことから、新たに結婚式場としての活用を開始したところ、初年度で70組弱、売上は約10億円以上という思わぬ収益源を得た。

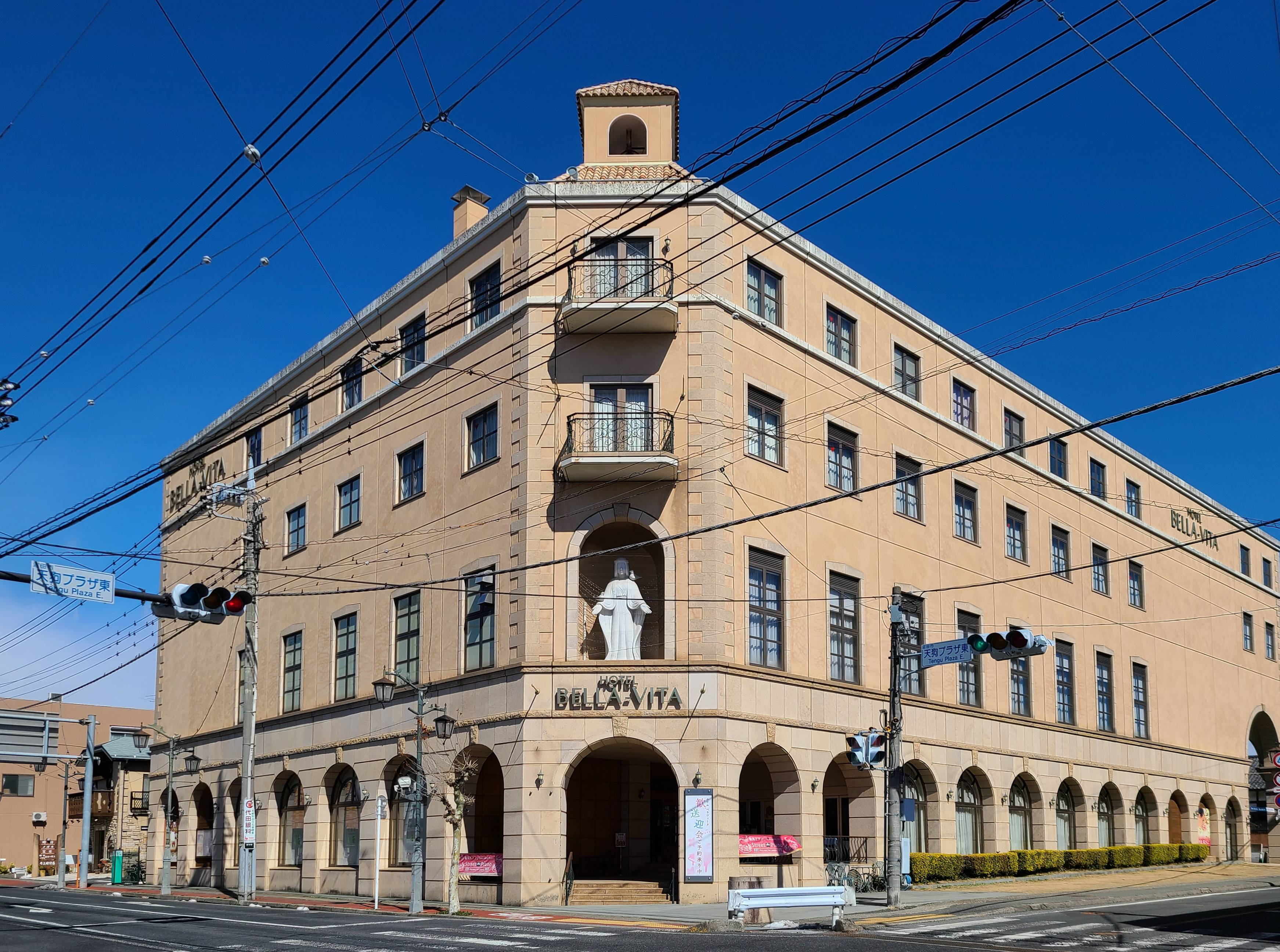
ホテルベラヴィータ

2000年（平成12年）3月に石造住宅を扱う「株式会社ラ・カーサ」を設立した。同年9月には沼田市中心市街地に石造ホテル「ベラヴィータ」の建設を発表し、2001年（平成13年）8月に開業した。一時、会社の収益の半分を支えた墓石事業であったが需要は頭打ちとなり、ニューデザイン墓石の取り扱い開始のほか、住宅・ホテル事業など経営を多角化させている。
2012年（平成24年）12月、本社を現在地に移転した。2024年（令和6年）3月時点で群馬県・埼玉県の2県に「石のサンポウ」店舗を展開している。

## 関連団体

### 関連会社
- 株式会社アネーリ[11]（群馬県沼田市薄根町4470番地1、法人番号：9070001033109）[12] - 婚礼（ブライダル）事業を担当[13]。2021年（令和3年）7月1日付けで株式会社B・W（新潟県長岡市喜多町3047番地、法人番号：8110001031133）を合併[12]。日本国内6会場のAnelli Wedding Resorts（アネーリ ウエディング リゾーツ）を持つ[13]。
- ベラヴィータ株式会社[11]（群馬県沼田市材木町178番地1、法人番号：3070001023065）[14] - 旅館・ホテル事業を担当[15]。沼田市中心市街地にシティホテル「ホテルベラヴィータ」を有する[16]（客室数37、収容人数72[17]）。
- 株式会社平井屋[11]（ひらいや、群馬県沼田市薄根町4470番地1、法人番号：9070001023613）[18] - 不動産管理業[19]。
- 株式会社サンポウサービス[11]（群馬県吾妻郡高山村大字中山5583番地の1、法人番号：4070001023799） - 2022年（令和4年）5月2日付けで株式会社サンポウアートより現社名に変更。同時に有限会社サンポウサービスを合併している[20]。
- e-style株式会社[11]（イースタイル、群馬県前橋市荒牧町2丁目13番地1、法人番号：3070001023065）[21] - 2017年（平成29年）12月開設の「セルコホーム群馬県央」でカナダ輸入住宅を扱う[22]。
- 株式会社クレールコーポレーション[11]

### かつて存在した関連会社
- 有限会社関東石材センター（かんとうせきざいセンター、群馬県沼田市下川田町900番地の6、法人番号：3070002036025） - 2020年（令和2年）2月29日付けで株式会社平井屋に合併し解散[23]。
- 有限会社サンポウサービス（群馬県沼田市薄根町4470番地1、法人番号：1070002034823） - 2022年5月1日付けで株式会社サンポウサービスに合併し解散[24]。
- 株式会社ラ・カーサ（群馬県沼田市薄根町4470番地1、法人番号：4070001023114） - 2021年7月7日付けで株式会社平井屋に合併し解散[25]。
- 有限会社エスディーワークス（群馬県沼田市薄根町4470番地1、法人番号：5070002034654） - 2022年6月30日付けで株式会社サンポウに合併し解散[26]。

### 提携会社
- 株式会社ワン・ハンド[11]